# Live in Philly 2010
Live in Philly 2010 è il primo album live degli Halestorm. L'album è stato registrato il 30 aprile 2010, ma pubblicato il 16 novembre 2010. Il CD è abbinato al DVD con il video completo del concerto al TLA di Filadelfia (Pennsylvania).

## Tracce
1. It's Not You – 5:55
2. Innocence – 4:14
3. Bet U Wish U Had Me Back – 3:34
4. Love/Hate Heartbreak – 5:24
5. I'm Not An Angel – 4:41
6. Familiar Taste of Poison – 5:18
7. Boom City – 5:21
8. Nothing to Do with Love – 4:08
9. Dirty Work – 3:48
10. I Get Off – 3:49
11. Tell Me Where It Hurts – 4:07
12. Better Sorry Than Safe – 3:42

## Tracce del DVD
1. Intro.
2. It's Not You
3. What Were You Expecting
4. Innocence
5. Bet U Wish U Had Me Back
6. Love/Hate Heartbreak
7. I'm Not an Angel
8. Familiar Taste of Poison
9. Boom City
10. Nothing to Do With Love
11. Dirty Work
12. I Get Off
13. Tell Me Where It Hurts
14. Better Sorry Than Safe

## Formazione
- Lzzy Hale - voce, chitarra, tastiera
- Arejay Hale - batteria, percussioni, cori
- Joe Hottinger - chitarra, cori
- Josh Smith - basso, cori